# 左旋甲狀腺素
左旋甲狀腺素（INN:levothyroxine，也可寫為L-甲狀腺素（L-thyroxine）），是一種人工合成的甲狀腺激素（T4）。主要用於治療甲狀腺功能低下症，包括一種稱為黏液性水腫昏迷的嚴重病症。此外，它也可用於治療和預防某些類型的甲狀腺腫瘤，但不適用於減輕體重用途。
左旋甲狀腺素可經口服、靜脈注射，或是肌肉注射給藥。由於其生物半衰期為7.5天（每日服用時），因此大約需要六週才能使血液中的藥物濃度達到穩定水平。
過量服用左旋甲狀腺素的副作用有體重減輕、不耐熱、出汗、焦慮、睡眠困難、震顫和心跳過速。不建議近期發生心肌梗塞者使用。個體於懷孕期間使用已被證實對於胎兒安全。劑量應根據定期測量血液中促甲狀腺激素（TSH）和甲狀腺素（T4）水平來決定。左旋甲狀腺素的大部分藥效是透過其轉化為三碘甲狀腺原胺酸（T3）後而發揮。
左旋甲狀腺素於1927年首次製成。它已列入世界衛生組織基本藥物標準清單之中。市面上已有左旋甲狀腺素的通用名藥物（學名藥）販售。它於2022年是美國第四大最常開立的處方藥，處方箋數量超過8,200萬張。

## 醫療用途
左旋甲狀腺素通常用於治療甲狀腺功能低下症，是甲狀腺功能低下症患者的首選治療方式，這些患者通常終生均需使用甲狀腺激素治療。
左旋甲狀腺素也能降低被認為會是導致甲狀腺腫大的促甲狀腺激素（TSH）水平，而被用來治療甲狀腺腫（甲狀腺肥大）。左旋甲狀腺素也被用於抑制TSH分泌，以治療甲狀腺結節或甲狀腺癌。有一部分甲狀腺功能低下症患者，即使接受適當劑量的左旋甲狀腺素治療，且其TSH水平已在正常範圍內，卻仍會持續出現症狀。 對於這些患者，有必要進行進一步的檢驗和臨床評估，因為他們可能存在其他導致症狀出現的原因。此外，審查他們的藥物和膳食補充劑也很重要，因為有幾種藥物會影響人體內甲狀腺激素的水平。
左旋甲狀腺素也用於治療亞臨床甲狀腺功能低下症，此症定義為TSH水平升高但游離T4水平正常，且無症狀。這類患者可能沒症狀，而是否應予治療則存在爭議。治療此類患者的一個好處是能預防甲狀腺功能低下症進一步發展。因此對於初始TSH水平高於10mIU/L（毫國際單位/升）的個體、甲狀腺過氧化物酶抗體滴度升高的個體、有甲狀腺功能低下症狀且TSH水平介於5–10 mIU/L的個體，以及已懷孕或計畫懷孕的女性，都應將治療納入考量。亞臨床甲狀腺功能低下症患者的口服劑量為每日1微克/公斤。
此藥物也被用於治療黏液性水腫昏迷，這是一種以精神狀態改變和體溫過低為特徵的重度甲狀腺功能低下症。由於這是一種高死亡率的醫療急症，應在加護病房中以甲狀腺激素替代療法和積極處理個別器官系統併發症的方式進行治療。

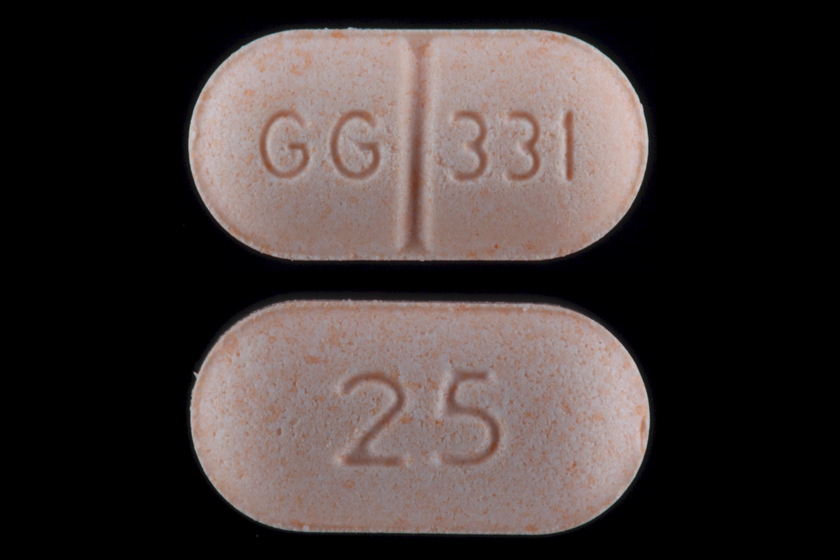
學名藥左旋甲狀腺素口服片劑，每片含左旋甲狀腺素成分25微克。

使用劑量會因年齡、個人身體狀況、體重以及對藥物和飲食的遵從性而異。所需劑量的其他預測因子包括性別、身體質量指數（BMI）、周邊去碘酶總活性（SPINA-GD）以及甲狀腺功能低下症的病因。劑量確定後，需每年或每半年進行臨床評估和TSH監測。左旋甲狀腺素應在空腹時服用（約在飯前半小時至一小時）。因此甲狀腺替代療法通常在早上進食前30分鐘給藥。對於難以在早上服用左旋甲狀腺素的患者，睡前服藥同樣有效。於2015年進行的一項研究顯示，睡前服用左旋甲狀腺素的療效更佳。雖然使用左旋甲狀腺素能讓血清中TSH水平恢復正常，但可能無法使異常的低密度脂蛋白膽固醇和總膽固醇水平恢復正常。
對於接受左旋甲狀腺素治療的患者來說，未能良好遵從服藥指示是導致其體內TSH水平升高的最常見原因。

### 50歲及以上的個體
對於50歲以上的年長者，以及已知或疑似患有冠狀動脈疾病的人，採左旋甲狀腺素治療時不應一開始就使用足量劑量。由於甲狀腺激素會透過增加心率和收縮力來提高心臟的氧氣需求，起始劑量過高可能會導致急性冠狀動脈症候群或心律不整出現。

### 懷孕與母乳哺育
甲狀腺功能低下症在孕婦中很常見。一項在丹麥所做的全國性世代研究，結果顯示該國於2010年所有孕婦中有1.39%在懷孕期間被開立左旋甲狀腺素的處方。根據美國食品藥物管理局（FDA）的懷孕分級，左旋甲狀腺素被歸為A類（對胎兒的風險等級最低）。鑑於服用左旋甲狀腺素的孕婦並未顯示出會增加胎兒出現先天性異常的風險，因此在懷孕期間仍應持續治療。此外，對於在懷孕期間被診斷出患有甲狀腺功能低下症的女性，應立即給予治療，因為甲狀腺功能低下症與更高的併發症發生率相關，例如自然流產、子癇前症和早產。
人體對甲狀腺激素的需求量在懷孕期間會增加，在整個孕期間均如此。因此一旦確認懷孕，建議孕婦每週將左旋甲狀腺素的劑量從通常的七劑增加到九劑。劑量增加後五週應重複進行甲狀腺功能檢查。
雖然母乳中僅含有極少量的甲狀腺激素，但其劑量並不會影響嬰兒血漿中的甲狀腺素水平。此外，左旋甲狀腺素在哺乳期間也未發現對嬰兒或母親造成任何不良事件。由於維持正常泌乳量需要足夠的甲狀腺激素濃度，因此在母乳哺育期間應給予母體適量的左旋甲狀腺素。

### 兒童
使用左旋甲狀腺素對患有甲狀腺功能低下症的兒童來說既安全且有效，為此類兒童提供治療的目標是讓他們達到並維持正常的智力和身體發展。

## 禁忌症
左旋甲狀腺素禁用於對左旋甲狀腺素鈉或製劑中任何成分過敏的人、急性心肌梗塞患者，以及任何病因導致的甲狀腺功能亢進症患者。左旋甲狀腺素也禁用於腎上腺功能不全且未矯正者，因為甲狀腺激素可能透過增加糖皮質素的代謝清除率而導致急性腎上腺危象。無法吞嚥膠囊的個體也禁用左旋甲狀腺素口服片劑。

## 副作用
不良事件通常是由於劑量不正確所引起。長期將TSH值抑制在正常水平以下，常會產生心臟方面的副作用，並導致骨質密度下降（TSH水平過低會導致骨質疏鬆症）。
左旋甲狀腺素劑量過高會導致甲狀腺功能亢進症。過量使用可能導致心悸、腹痛、噁心、焦慮、意識模糊、躁動不安、失眠、體重減輕和食慾增加。出現藥物過敏反應的特徵是呼吸困難、呼吸急促或面部和舌頭腫脹等症狀。急性過量服用可能導致發燒、低血糖、心臟衰竭及昏迷。
急性攝取過大劑量可能危及生命。治療應以症狀處理和支持性療法為主。過大劑量可能與交感神經活動增加有關，因此可能需使用β受體阻滯劑進行治療。
過量服用的影響在攝入後6小時至11天內出現。

## 交互作用
許多食物和物質會干擾人體對甲狀腺素的吸收。此類物質包括含鋁和鎂的制酸劑、西甲矽油、斯克拉非（硫糖鋁）、膽汁酸螯合劑、可立脂醇（一種膽汁酸螯合劑）和聚苯乙烯磺酸鹽。司維拉姆與碳酸鈣併用可能會降低左旋甲狀腺素的生物利用度。葡萄柚汁可能會延遲左旋甲狀腺素的吸收，但根據一項針對10名20-30歲健康受試者（八男、兩女）的研究，它對年輕人的生物利用度可能沒顯著影響。一項針對八名女性的研究顯示咖啡可能會干擾左旋甲狀腺素的腸道吸收，但影響程度小於食用麥麩。某些物質可能會引起嚴重的副作用。左旋甲狀腺素與氯胺酮併用會導致高血壓和心跳過速。而三環類抗憂鬱藥和四環類抗憂鬱藥會增加其毒性。大豆、核桃、膳食纖維、鈣補充劑和鐵劑也會對吸收產生不利影響。一項研究發現牛奶會降低人體對左旋甲狀腺素的吸收。
一家生產左旋甲狀腺素的廠商為最大限度減少交互作用，建議服用後應等待30分鐘至一小時，才能進食或飲用除水以外的任何飲料。他們進一步建議最好在早上空腹時服用。

## 化學
左旋甲狀腺素是一種人工合成的甲狀腺素（T4），而甲狀腺素是由甲狀腺所分泌。左旋甲狀腺素與甲狀腺素在化學上相同：天然甲狀腺素也呈現"左旋"（levo）手性形式，兩者僅在名稱習慣用法上有差異。T4是由酪胺酸生物合成而來。約5%的美國人口患有T4和T3分泌過多或不足的問題。有關其生物合成的更多資訊，參見甲狀腺激素#新陳代謝。
左旋甲狀腺素在工業上是透過化學合成來製造。酪胺酸是一種常見的起始原料。生產出的激素以其鈉鹽 - 左旋甲狀腺素鈉的形式被納入藥物中。固體藥物，如片劑，則含有該鹽的五水合物形式。
右旋甲狀腺素是左旋甲狀腺素的鏡像異構體，具有相反的、非天然的手性。

## 作用機制
T4是一種激素原（激素前體），是激素T3的前驅物。T4是一種四碘甲狀腺素，而T3則是三碘甲狀腺原氨酸。碘甲狀腺素脫碘酶介導T4到T3的轉化。T3甲狀腺素是碘化合物中對人類健康極為重要的獨特物質。T3會與細胞核中的甲狀腺激素受體蛋白結合，並透過控制 去氧核醣核酸DNA轉錄和蛋白質生物合成來產生代謝作用。

## 藥物代謝動力學
口服左旋甲狀腺素，在消化道的吸收率介於40%至80%之間，其中大部分藥物在空腸和上段迴腸被吸收。空腹時，對左旋甲狀腺素的吸收會增加，而在某些吸收不良症候群、某些食物以及年齡增長的情況下則會減少。膳食纖維會降低藥物的生物利用度。
超過99%的循環甲狀腺激素與血漿蛋白結合，包括甲狀腺素結合球蛋白、甲狀腺素運載蛋白（舊稱甲狀腺素結合前白蛋白）和白蛋白。只有游離的激素才具代謝活性。
甲狀腺激素代謝的主要途徑是透過連續脫碘作用。肝臟是T4脫碘的主要部位，並與腎臟共同負責循環中約80%的T3生成。甲狀腺激素在我們身體裡被利用和分解（脫碘作用）後，有一部分會以原形經由腎臟排出。並透過結合和葡萄醣醛酸化作用進行代謝，直接排入膽汁和腸道，在那裡進行腸肝循環（回收及再利用）。
對於檢驗結果正常的人，左旋甲狀腺素在他們體內的生物半衰期為6-7天、甲狀腺功能低下症患者需要9-10天，而甲狀腺功能亢進症患者為3-4天。甲狀腺激素主要由腎臟清除（約80%），且尿液排泄量會隨年齡增長而減少。其餘20%的T4則隨糞便排出。

## 歷史
甲狀腺素最初於1914年，由在妙佑醫療國際（梅約診所）服務的愛德華·卡爾文·肯德爾從豬的甲狀腺萃取物中以純淨形式分離出來。此激素則由英國化學家查爾斯·羅伯特·哈林頓和喬治·巴格於1927年成功合成。

## 社會與文化

### 經濟學

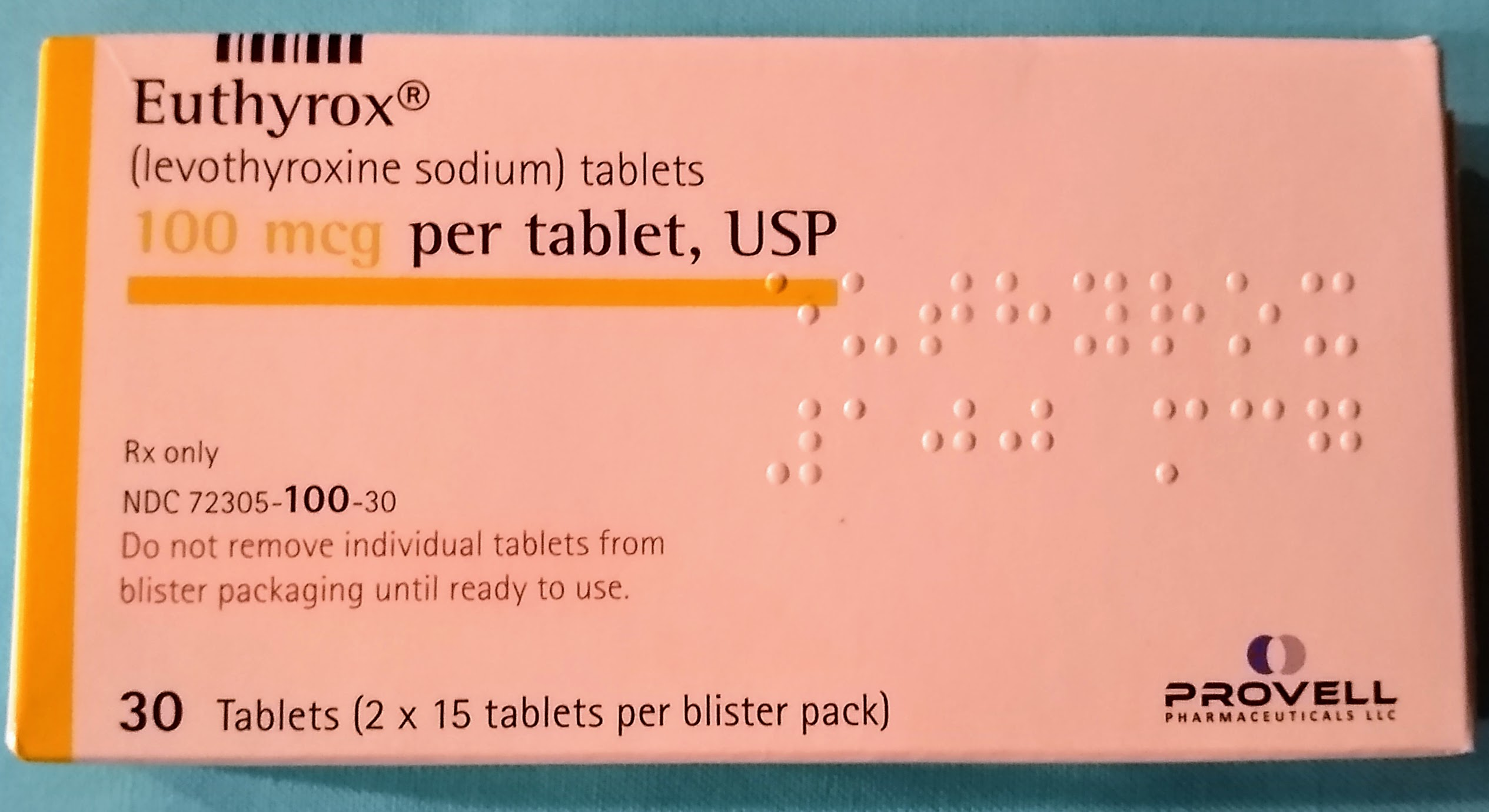
30錠泡罩包裝的左旋甲狀腺素學名藥Euthyrox（優甲樂）由德國默克藥廠（Merck KGaA）製造、並由Provell Pharmaceuticals在美國銷售。

左旋甲狀腺素於2022年是美國第四大最常開立的處方藥，處方箋數量超過8,200萬張。

### 市售劑型
用於全身給藥的左旋甲狀腺素有口服片劑、肌肉注射劑以及靜脈輸注溶液的形式。此外，市場上同時有品牌藥和學名藥販售。
雖然FDA於2004年批准學名藥左旋甲狀腺素可替代品牌藥使用，但這項決定遭到數個醫學協會的反對。美國臨床內分泌醫師協會（AACE）、內分泌學會和美國甲狀腺協會均不認同FDA關於品牌藥和學名藥製劑具有生物等效性的觀點。因此建議患者應固定使用品牌藥或學名藥製劑，不要反覆更換。對於確實更換產品的患者，應在六週後檢測其體內TSH和游離T4水平，以確認其在正常範圍內。
品牌藥在歐洲販售的有Eltroxin、Euthyrox、Eutirox、Letrox、Levaxin、Lévothyrox、Levoxyl、L-thyroxine、Thyrax和Thyrax Duotab等品牌，在南亞販售的有Thyrox和Thyronorm品牌，在北美和南美販售的有Euthyrox、Levoxyl、Synthroid、Tirosint和Unithroid品牌，以及在孟加拉國販售的有Thyrin和Thyrolar品牌。此外市面上也有許多學名藥品牌流通。

## 研究
於2021年發表的一項綜合分析報告，提出每週只服用一次甲狀腺素，在治療甲狀腺功能低下症時，前六週的效果可能不如每天服用的理想。

## 外部連結
- . U.S. Food and Drug Administration (FDA). 19 November 2020.

Template:Thyroid therapy
Template:Merck Serono